# Sinoe
Sinoe je rijeka u Liberiji koja se nalazi u okrugu Sinoe. Ulijeva se u Atlantski ocean istočno od Greenvillea. Rijeka tvori zapadnu granicu Nacionalnog parka Sapo.